# 107 Piscium
107 Piscium (Gliese 66) is een hoofdreeksster van het type K1V, gelegen in het sterrenbeeld Vissen op 24,93 lichtjaar van de Zon.